# Landkreis Kusel
Landkreis Kusel är ett distrikt (Landkreis) i sydvästra delen av det tyska förbundslandet Rheinland-Pfalz. De flesta invånare av distriktet bor i byar.
1. ↑  GeoNames, 2005, Geonames-ID: 3247901, läs online och läs online.[källa från Wikidata]
2. ↑  läs online, www.destatis.de .[källa från Wikidata]
3. ↑  hämtat från: tyskspråkiga Wikipedia.[källa från Wikidata]